# Осеєва (Мокроусовський округ)
Осе́єва (рос. Осеева) — присілок у складі Мокроусовського округу Курганської області, Росія.
Населення — 2 особи (2010, 5 у 2002).
Національний склад станом на 2002 рік:
- росіяни — 80 %